# آی‌پد (نسل نهم)
آی‌پد ۱۰٫۲ اینچی (به انگلیسی: iPad (9th generation)؛ رسماً آی‌پد (نسل نهم) شناخته شده با نام آی‌پد ۹) تبلتی است که در ۱۴ سپتامبر ۲۰۲۱ به عنوان جانشین آی‌پد (نسل هشتم)، توسط شرکت اپل توسعه و به بازار عرضه شد.

## امکانات
این دستگاه از تراشهٔ اپل بایونیک ۱۳ با ۲۰ درصد افزایش عملکرد CPU ،GPU نسبت به نسل قبلی خود استفاده می کند. همچنین یک دوربین جلوی جدید ۱۲ مگاپیکسلی سنتر استیج در آی‌پد پیاده‌سازی شده و جایگزین دوربین جلوی قدیمی ۱٫۲ مگاپیکسلی شد. حافظه پایه دو برابر شده و به ۶۴ گیگابایت رسیده است.
این آی‌پد از سیستم عامل آی‌پداواس ۱۵ استفاده می کند.
این آی‌پد از اپل پسنل، صفحه کلید هوشمند و یک رابط هوشمند برای پیوست های صفحه کلید سازگار است.